# Reumannplatz
Der Reumannplatz ist ein für den öffentlichen Nahverkehr bedeutender Verkehrsknotenpunkt im 10. Wiener Gemeindebezirk, Favoriten.

## Lage

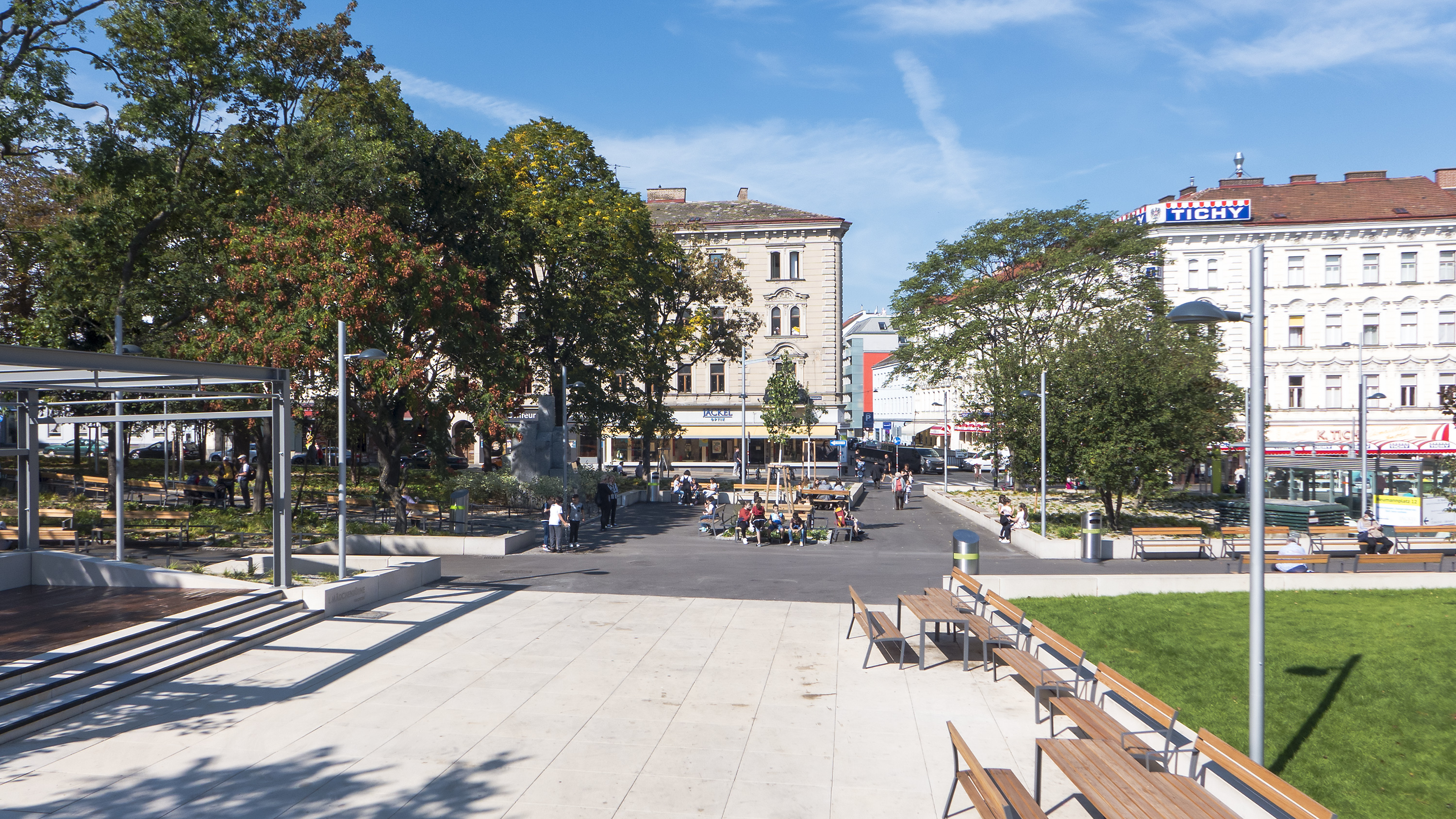
Der Reumannplatz Richtung Westen

Der Reumannplatz befindet sich am südlichen Ende der Fußgängerzone Favoritenstraße. Er hat die Form eines Dreiecks, wobei von der nördlichen Ecke die Fußgängerzone Favoritenstraße wegführt, von der südöstlichen Ecke die Favoritenstraße Richtung Altes Landgut und Rothneusiedl und von der südwestlichen Ecke die Ettenreichgasse.
Am nördlichen Rand berührt die Ost-West-Verbindung Buchengasse den Reumannplatz. (Einen Häuserblock weiter nordwärts verläuft die Quellenstraße mit Straßenbahnverkehr.) Im nordöstlichen Bereich enden beim Amalienbad, von Norden kommend, Wielandgasse und Herndlgasse. Im Osten zweigen (im Uhrzeigersinn) Puchsbaumgasse, Laaer-Berg-Straße und Bürgergasse vom Platz ab. Im Süden verbindet die kurze Neusetzgasse den Reumannplatz mit dem Antonsplatz, wobei die große Antonskirche in der Sichtachse liegt. Im Westen zweigen Davidgasse und Rotenhofgasse ab.
In der Mitte des Platzes befindet sich eine Parkanlage, die bis September 2017 von Straßenbahngleisen geteilt wurde. Daneben befinden sich zwei Abgänge zur U-Bahn-Station, die 1978–2017 die südliche Endstation der U-Bahn-Linie U1 war. Seit 2. September 2017 gibt es die neue Endstation der U1 bei der Therme Wien. Die U1 verbindet den Platz in wenigen Minuten mit dem Stadtzentrum. An den Rändern der Grünanlage sowie neben und hinter dem Amalienbad befinden sich Endstationen der städtischen Autobuslinien 7A, 65A, 66A, 68A und 68B. Die regionalen Buslinien haben nun den Busbahnhof Oberlaa als neue Wiener Endstation.

## Geschichte

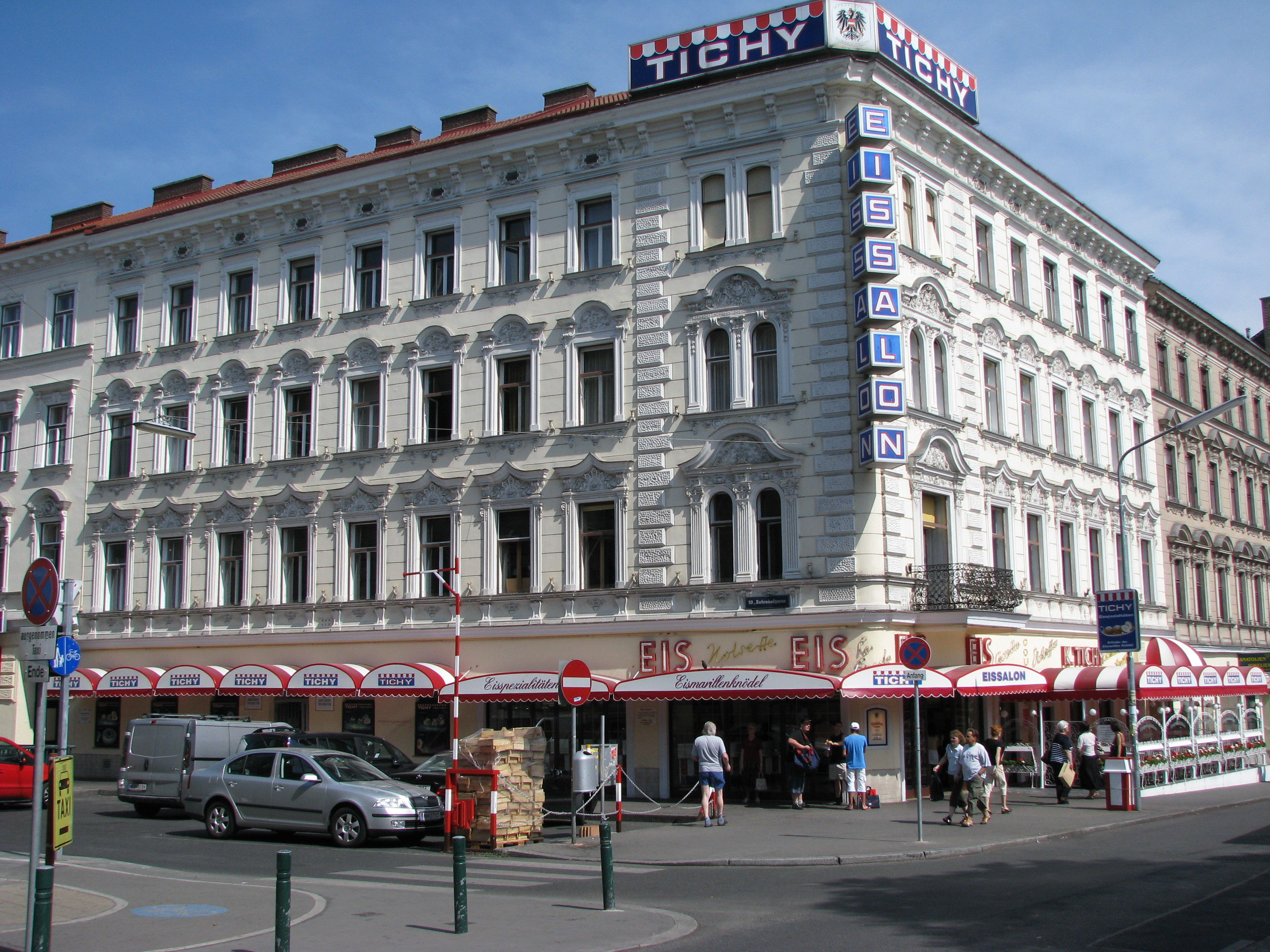
Eissalon Tichy, Ecke Rotenhofgasse 2 (links) / Reumannplatz 13 (rechts)

Der Platz entstand 1872 als Bürgerplatz am Südrand des damaligen 4. Bezirks bzw. der Stadt Wien an der historischen Gabelung der Laaer Straße (heute Laaer-Berg-Straße) und der Himberger Straße (heute Favoritenstraße). Der Name war schon 1864 festgelegt worden. Bemerkenswert bei seiner Anlage war die Form, denn vom Bürgerplatz gingen Straßen und Gassen sternförmig in alle Richtungen, wodurch die sonst vorherrschende Rasterverbauung Favoritens durchbrochen wurde. 1874 wurde Favoriten als neuer 10. Bezirk konstituiert und um den benachbarten Antonsplatz samt Umgebung, bis dahin Teil der Gemeinde Inzersdorf, erweitert. 1892 reichte der Bezirk im Süden bereits bis zur Donauländebahn, so dass der Platz nunmehr zum Bezirkszentrum zählte.
Zu Beginn war der Platz, abgesehen von dem im Bereich der heutigen Einmündung der Rotenhofgasse und Buchengasse befindlichen und bereits um 1803 errichteten Roten Hof, nur am Nordostrand verbaut. Die geplanten Häuserblöcke der Umgebung waren bereits fixiert. Einen neuen Akzent erhielt der Platz Ende des 19. Jahrhunderts, als 1896–1901 die vom Bürgerplatz aus gut sichtbare, große Antonskirche errichtet wurde. Damals entstanden auch gründerzeitliche Zinshäuser am Platz. Das dominierende Gebäude sollte das 1923 begonnene und 1926 eröffnete Amalienbad am Ostrand des Platzes werden. 1925, im Todesjahr Bürgermeister Jakob Reumanns, des ersten sozialdemokratischen Bürgermeisters der Stadt, wurde der Platz in Reumannplatz umbenannt.
An den Einmündungen der Favoritenstraße entstanden nach dem Zweiten Weltkrieg anspruchslose Wohnhäuser. Modernisiert wurde der Platz bis zum Jahr 1978, als die U-Bahn gebaut und die Favoritenstraße in eine Fußgängerzone umgewandelt wurde. Dadurch wurde der Reumannplatz bis 2017 zu einem der meistfrequentierten Verkehrsknotenpunkte des öffentlichen Nahverkehrs. Außerdem erlangte der hier gelegene Eissalon Tichy überregionale Bekanntheit. An der Laaer-Berg-Straße 1–3 befindet sich eine Höhere Lehranstalt für wirtschaftliche Berufe.

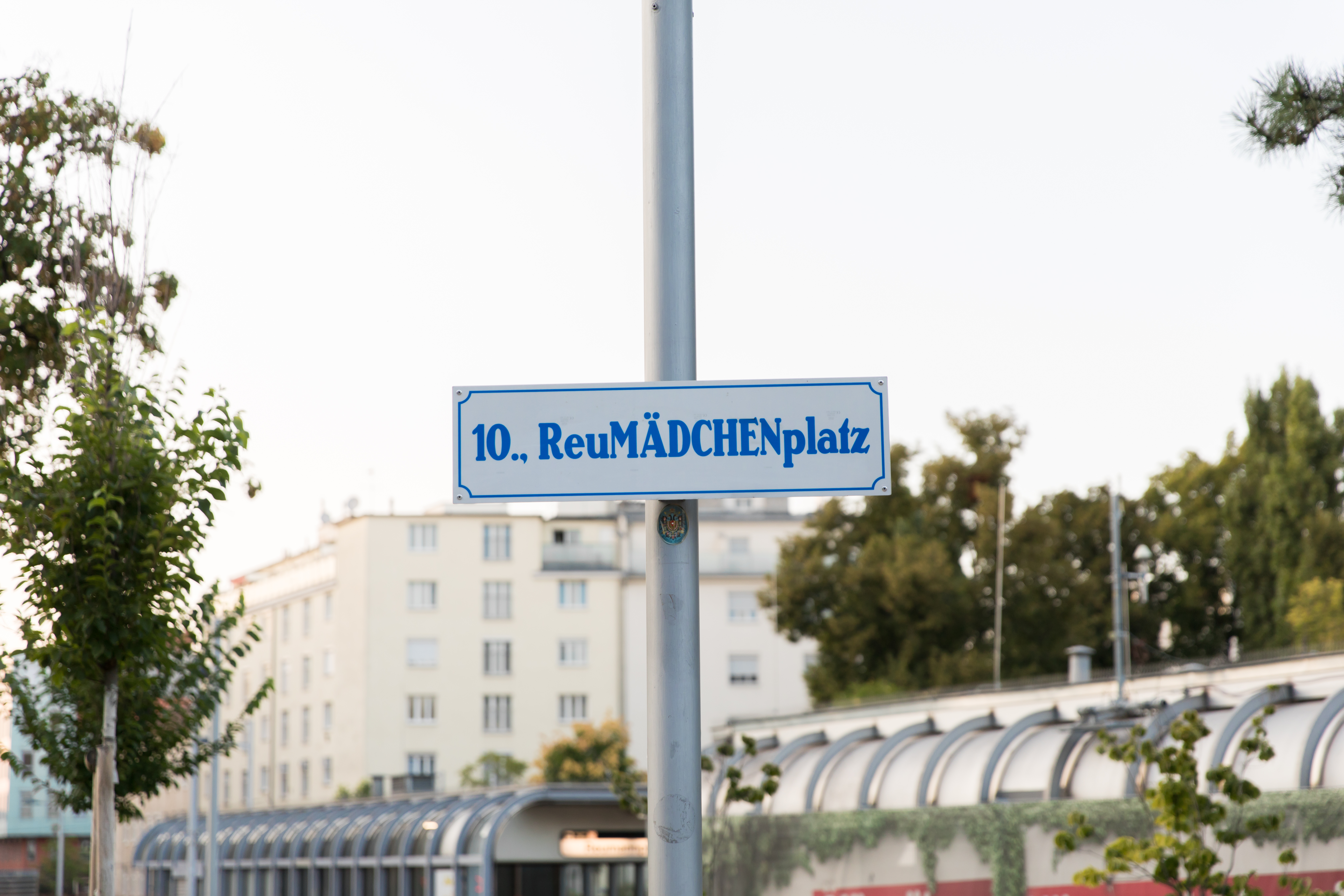
ReuMÄDCHENplatz-Tafel

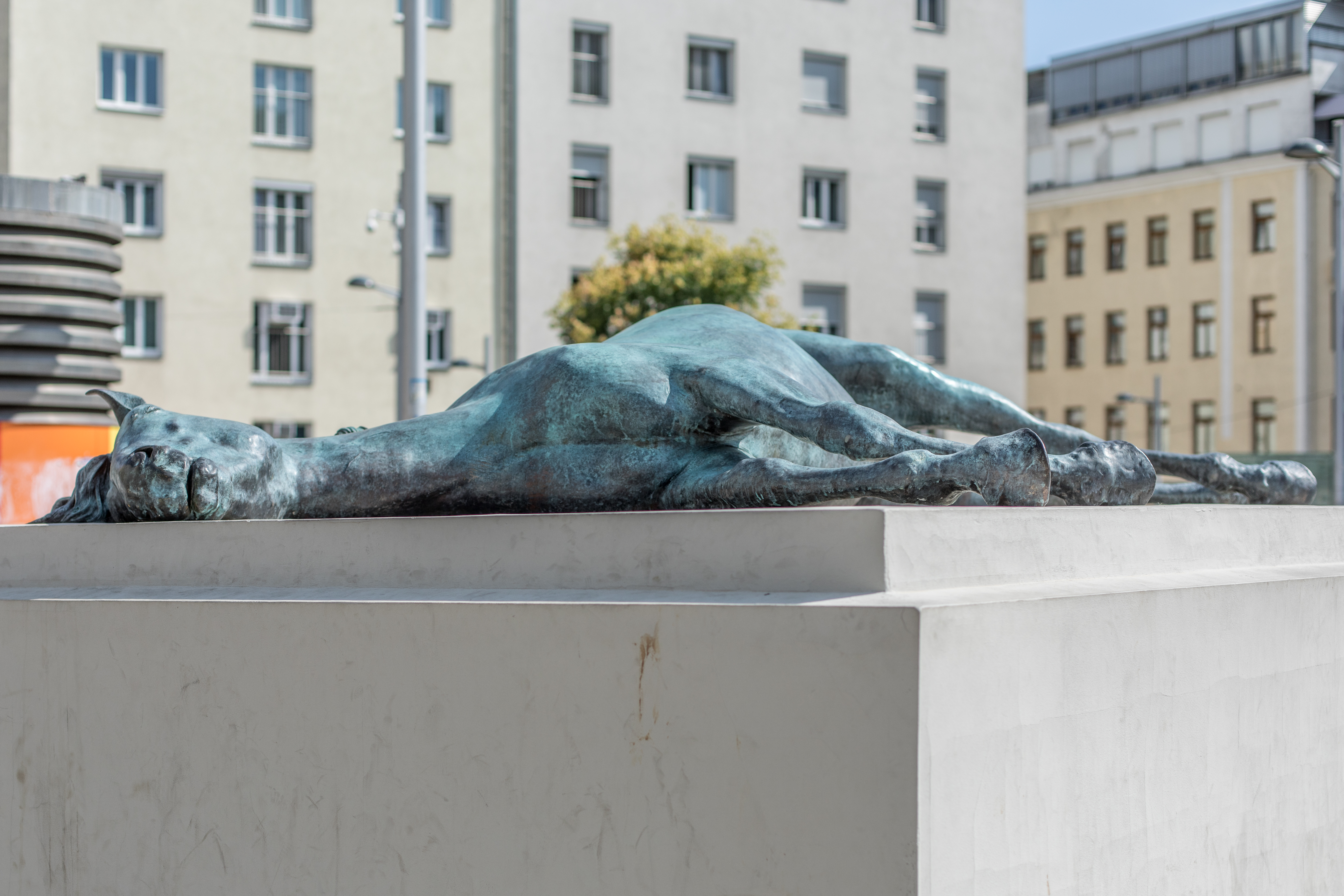
Mutter und Genth: „Schlafendes Pferd“

Am 2. September 2017 wurde die U-Bahn-Linie U1 von ihrer seit 1978 bedienten südlichen Endstation unter dem Reumannplatz nach Süden bis Oberlaa verlängert. Dies führte ab 2018 zur Entfernung der nicht mehr benötigten Straßenbahngleise und zur teilweisen Neugestaltung der Grünflächen und Gehwege. Für viele Fahrgäste der öffentlichen Verkehrsmittel erübrigte sich nun allerdings das Umsteigen auf dem Platz.

### Kunstaktionen
Im September 2021 berichtete die Boulevardzeitung Heute, dass im Rahmen des Schülerprojektes „Reumädchenplatz-Fest“ am Reumannplatz eine Tafel mit der Aufschrift „ReuMÄDCHENplatz“ aufgestellt wurde. Ziel sei es, so Heute, „Mädchen sichtbar [zu] machen“.
Das Künstlerduo Mutter und Genth schuf im Rahmen der Aktion Kunst im öffentlichen Raum das Kunstwerk „Schlafendes Pferd“, eine Bronzestature, die von Ende Juni 2023 bis Dezember 2024 am Reumannplatz ausgestellt wurde. Im Jänner 2025 wurde die Skulptur nach Chemnitz transportiert, wo das Werk im Rahmen der Kulturhauptstadt Europas 2025 ausgestellt wurde. Wie der Kurier berichtet, soll das Kunstwerk ein „Gegenbild der Reiterdenkmäler der Stadt, wie etwa das am Heldenplatz“, sein.

## Wichtige Bauten

### Unter und auf dem Platz
Die U-Bahn-Station Reumannplatz wurde 1978 eröffnet und war bis 1. September 2017 die südliche Endstation der Linie U1. Am 2. September 2017 wurde die U1 um fünf Stationen verlängert und führt seither bis zur U-Bahn-Station Oberlaa, wohin von 1974 bis 2014 die dann wegen des U-Bahn-Baues im südöstlichsten Abschnitt durch Autobuslinien ersetzte Straßenbahnlinie 67 verkehrte.
In der Grünanlage des Platzes befindet sich in zentraler Lage ein Mahnmal für die Opfer des Faschismus, das von Heinrich Sussmann geschaffen und am 24. Oktober 1981 enthüllt wurde. Es verzeichnet jene Stätten, an denen Bewohner von Favoriten zwischen 1934 und 1945 Opfer politischer Verfolgung wurden.
Straßenbahnfahrzeuge waren auf dem Platz bis September 2017 zu sehen.

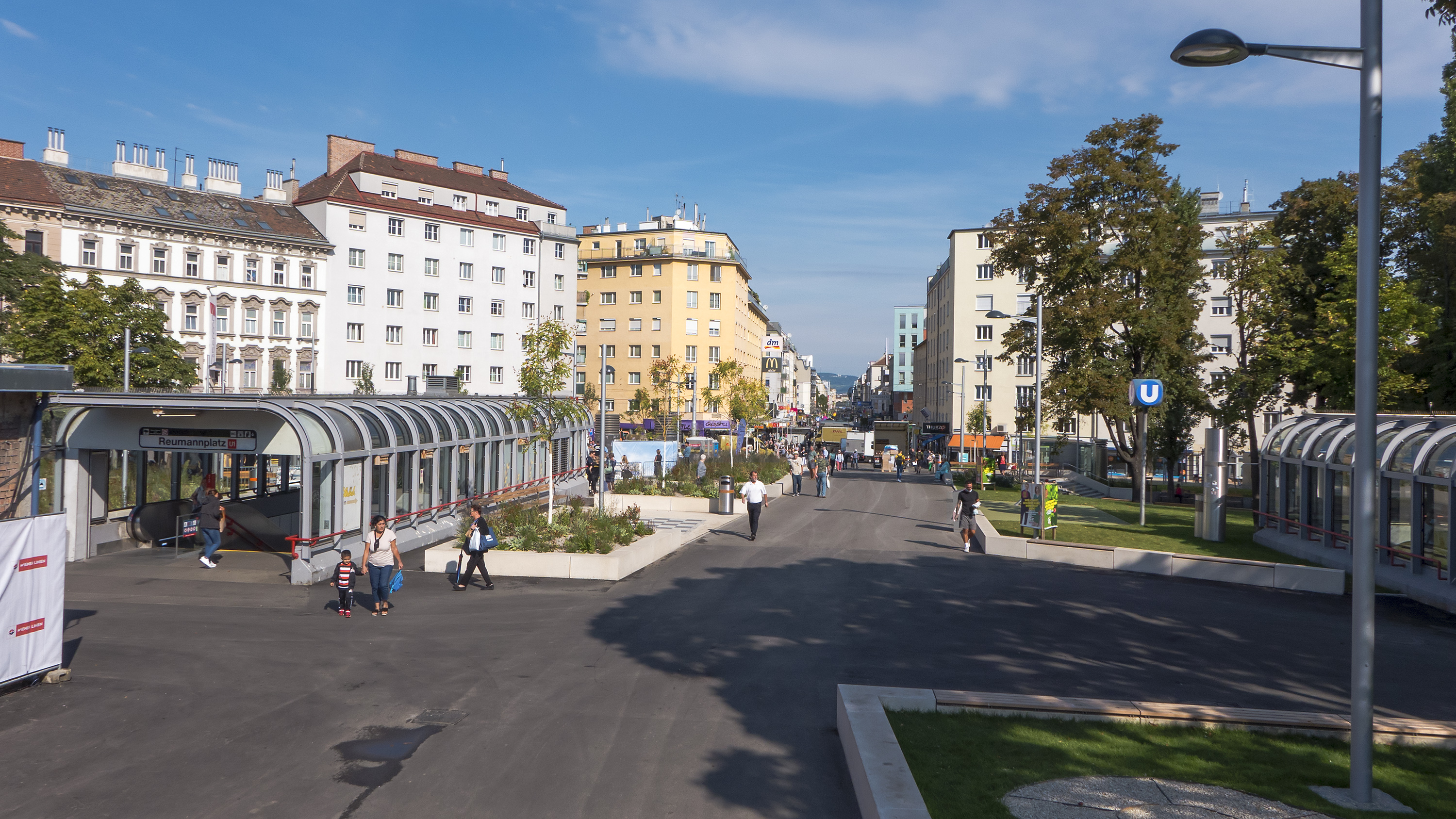
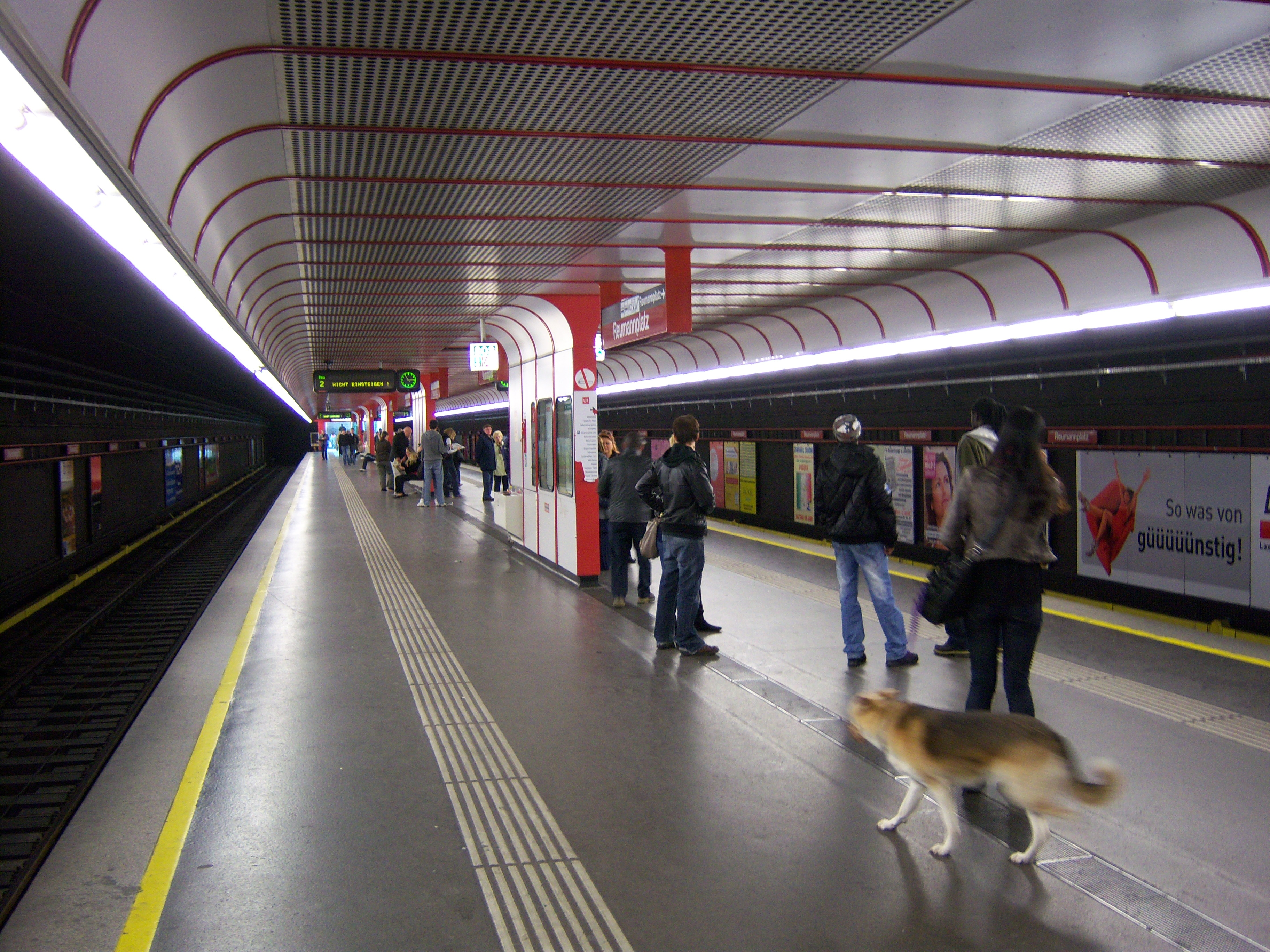
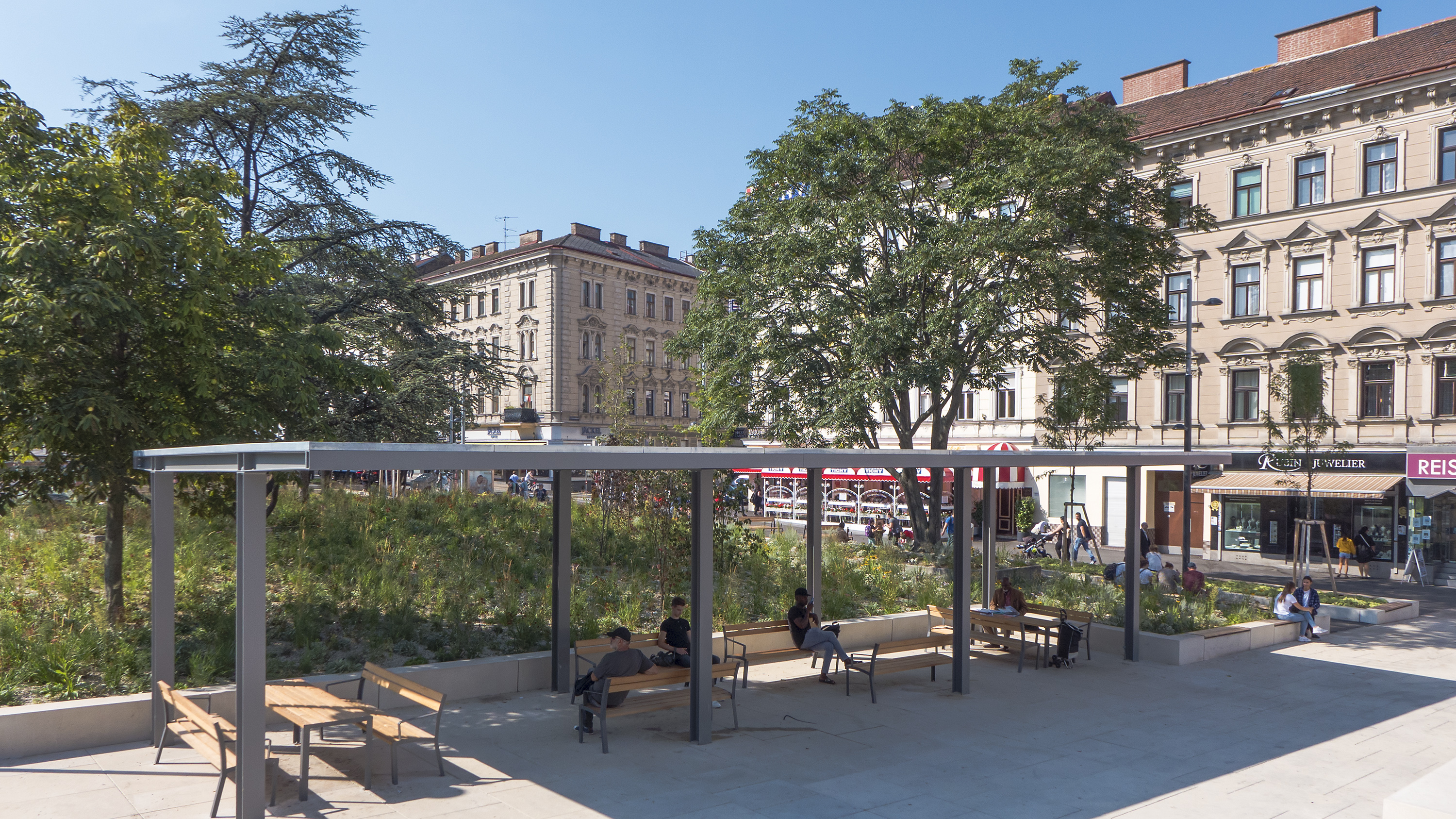
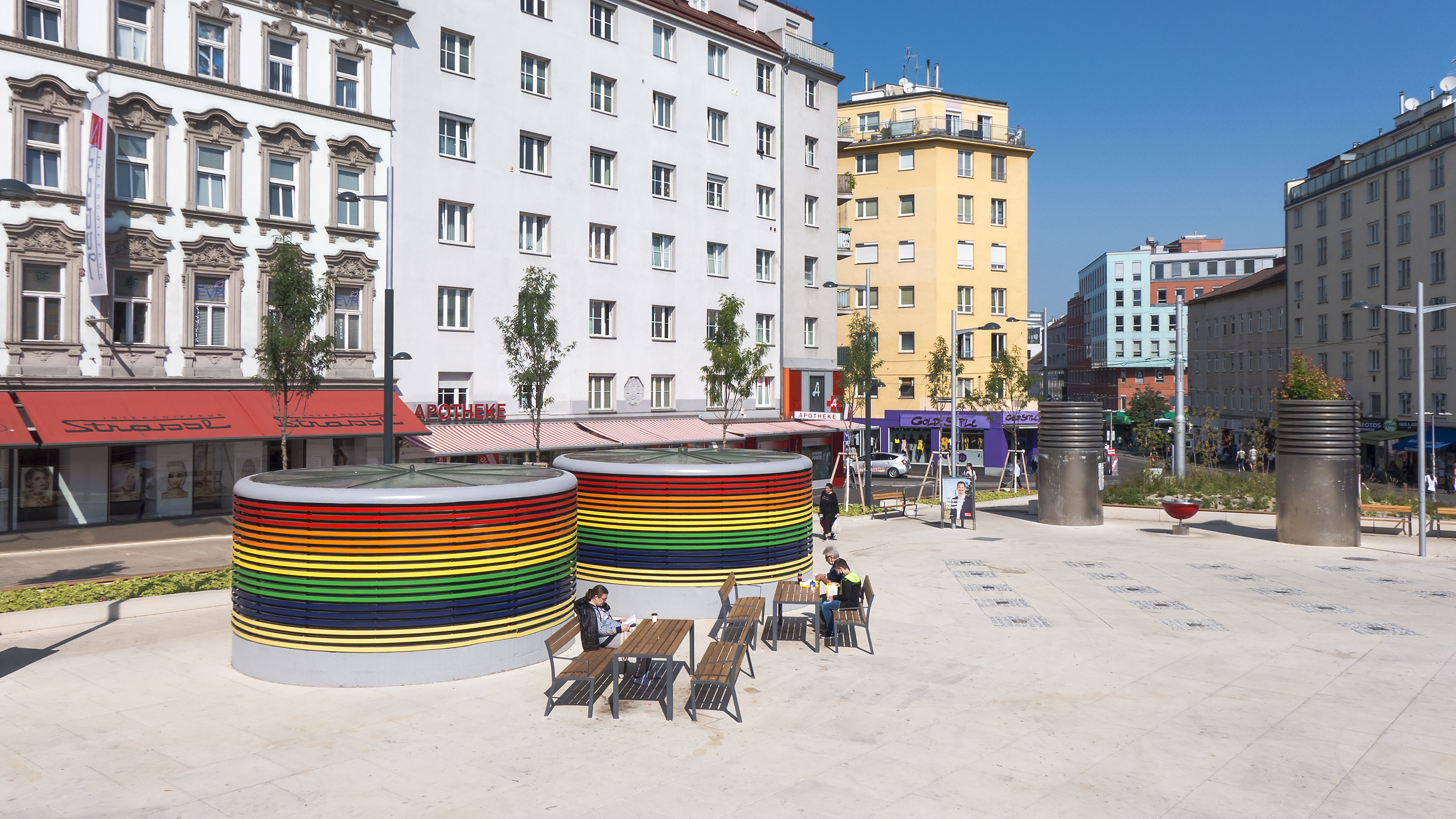
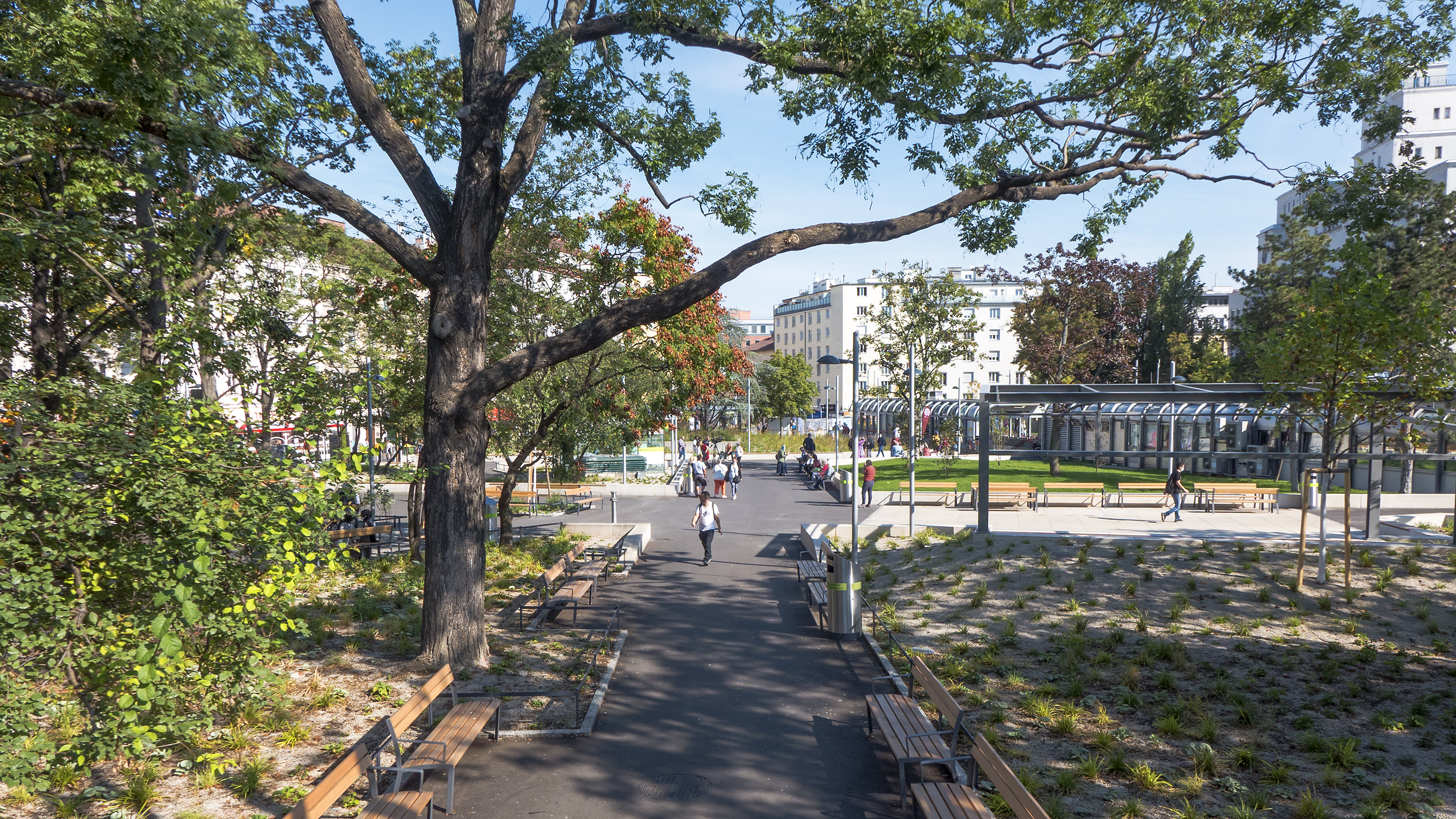
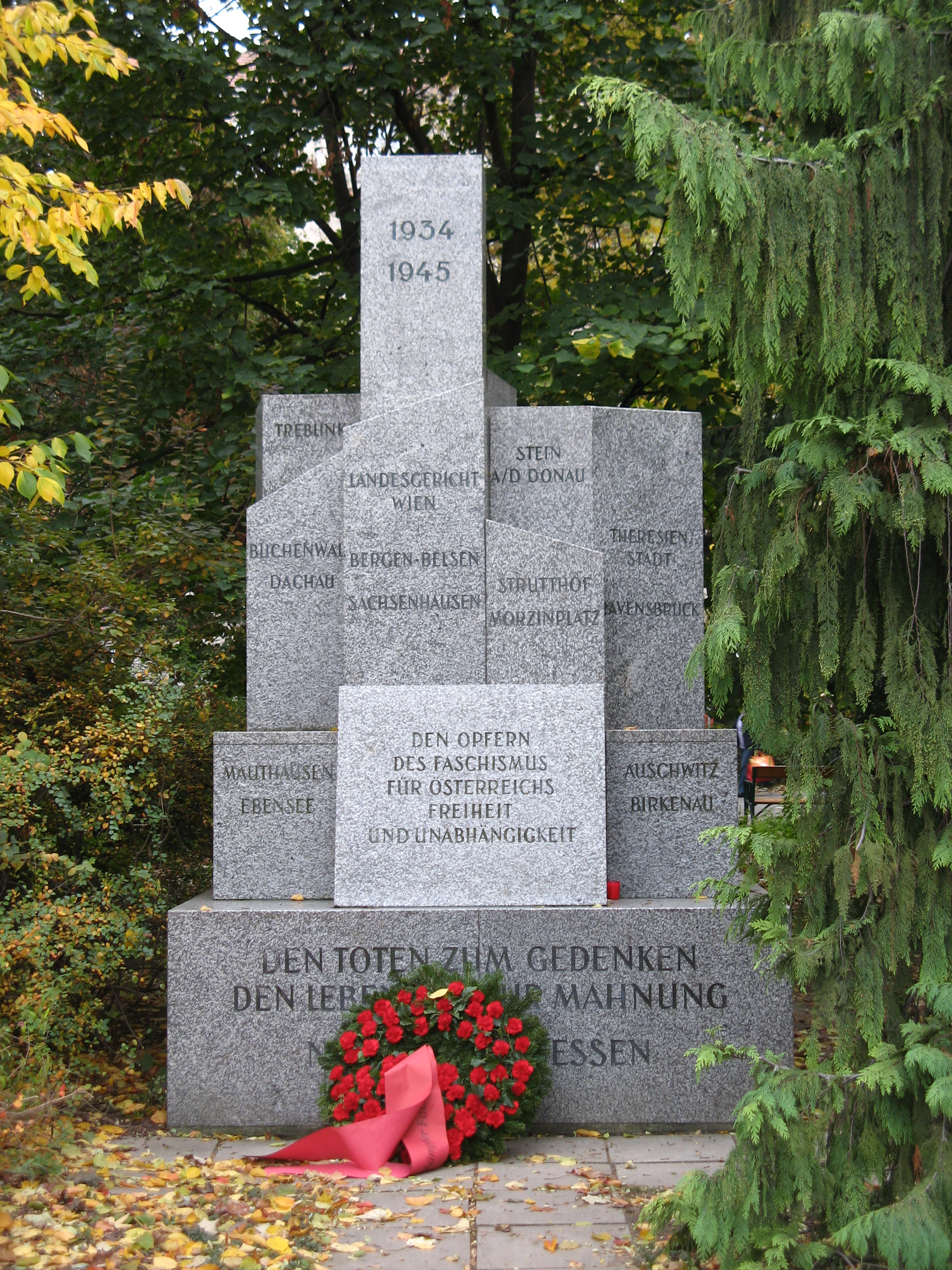

### Nr. 13, 14 und 15: Zinshäuser
Hier befinden sich die letzten auf dem Platz bestehenden gründerzeitlichen Zinshäuser vom Ende des 19. Jahrhunderts mit additiver Gliederung. Der Eissalon Tichy hat hier auf Nr. 13 in einem großen Ecklokal zur Rotenhofgasse 2 seinen Standort.

### Nr. 23: Amalienbad
Das 1923–1926 erbaute Amalienbad war zur Entstehungszeit eines der größten Hallenbäder Europas. Es ist das architektonisch bemerkenswerteste und dominante Bauwerk am Reumannplatz.

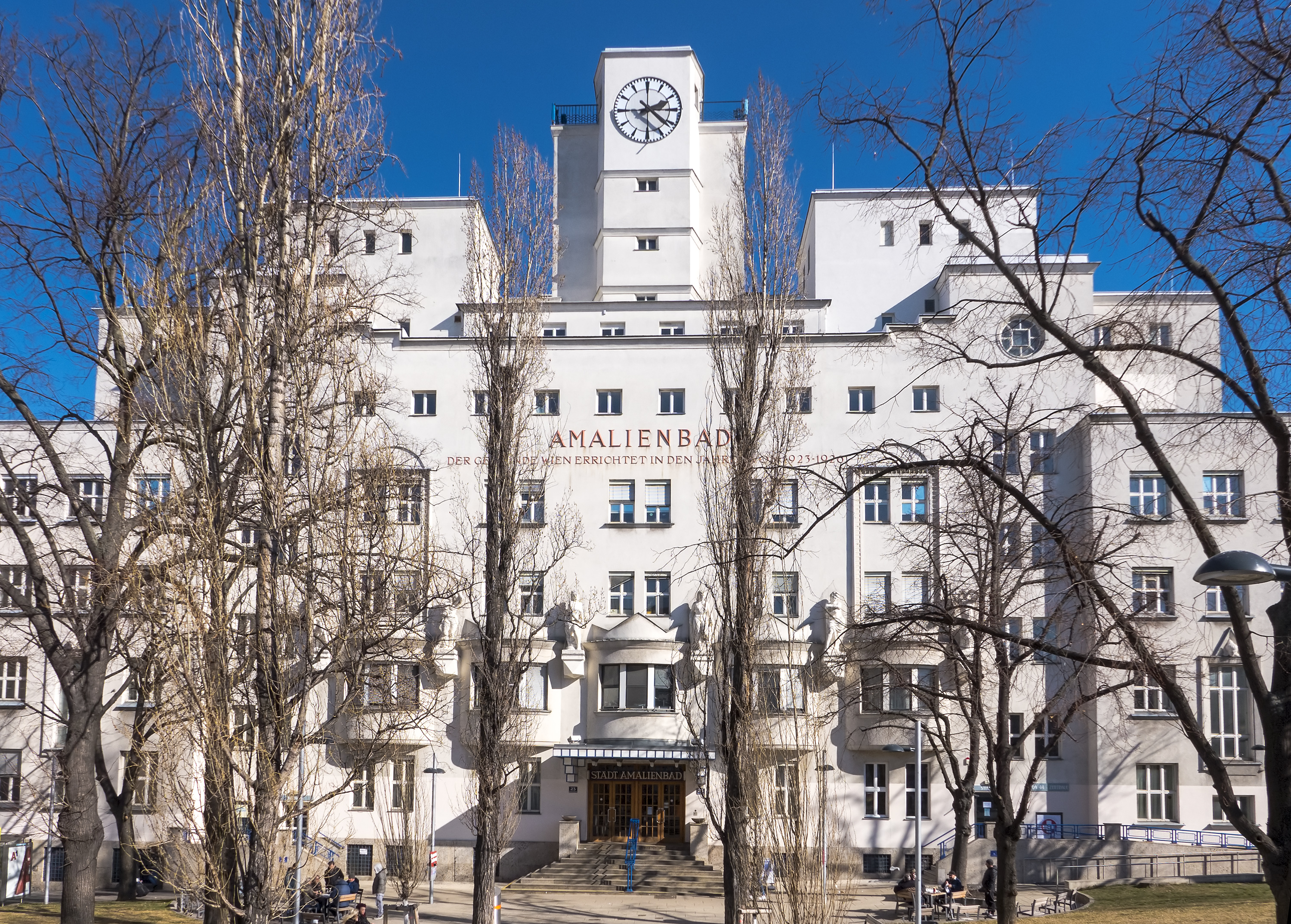
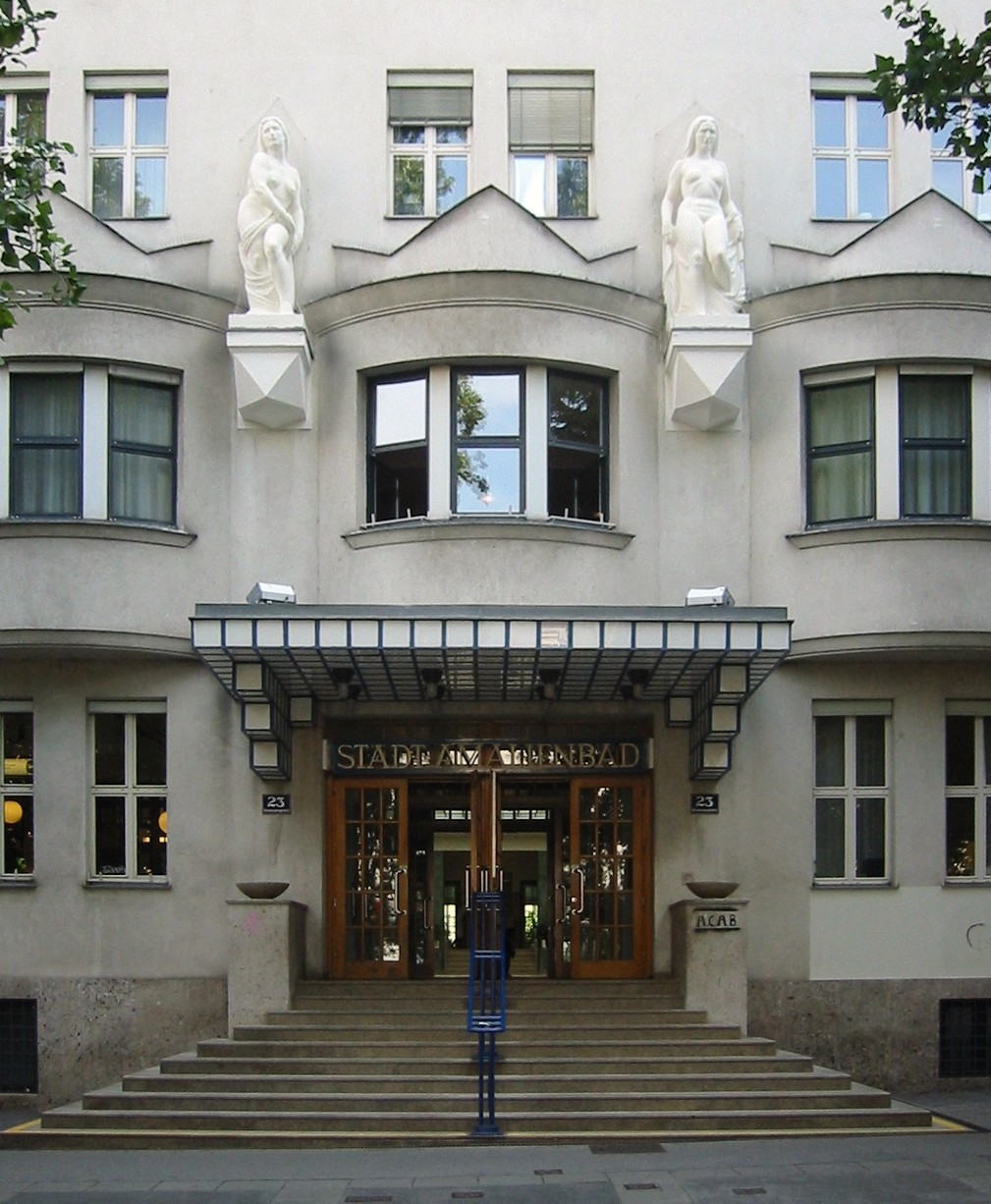
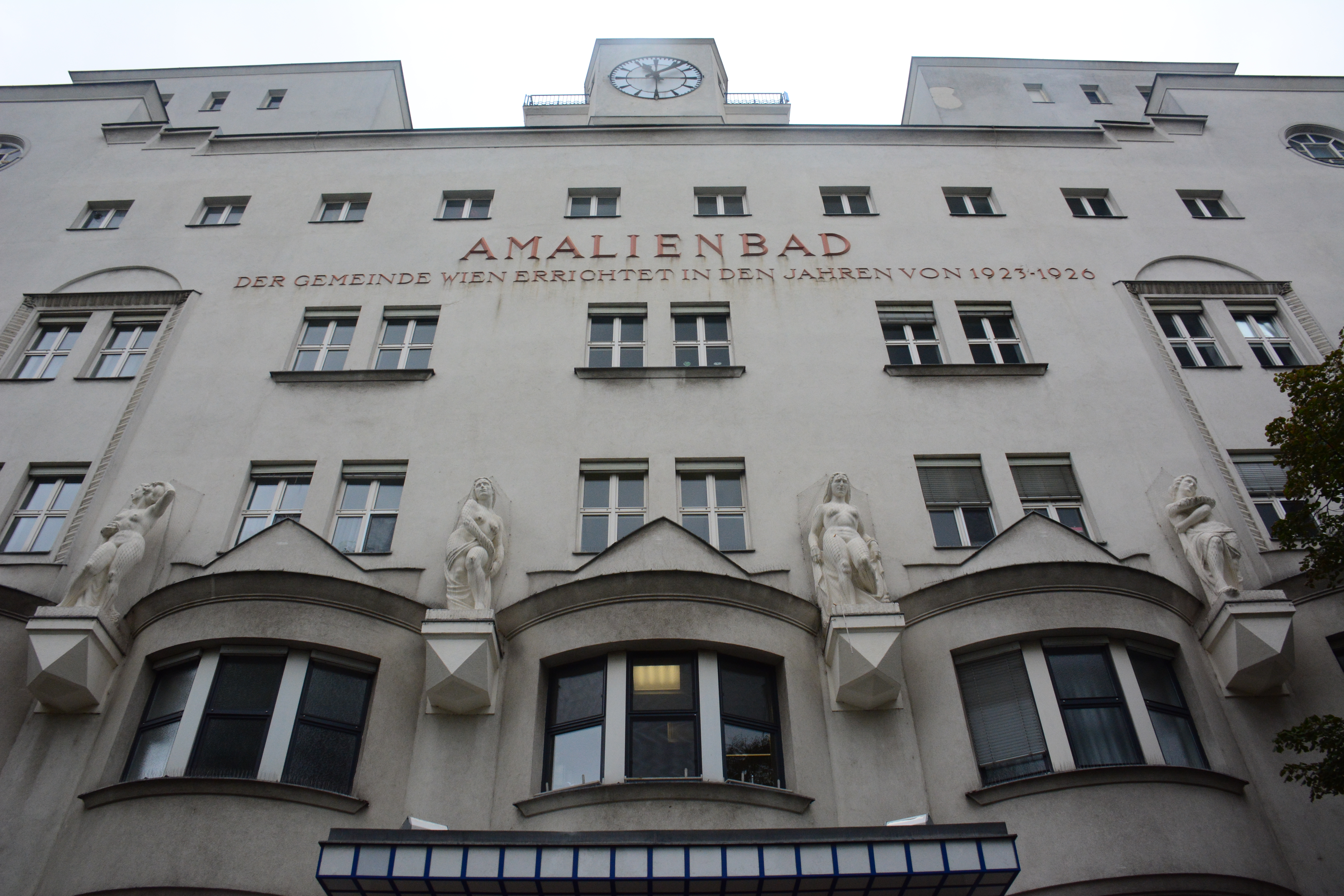
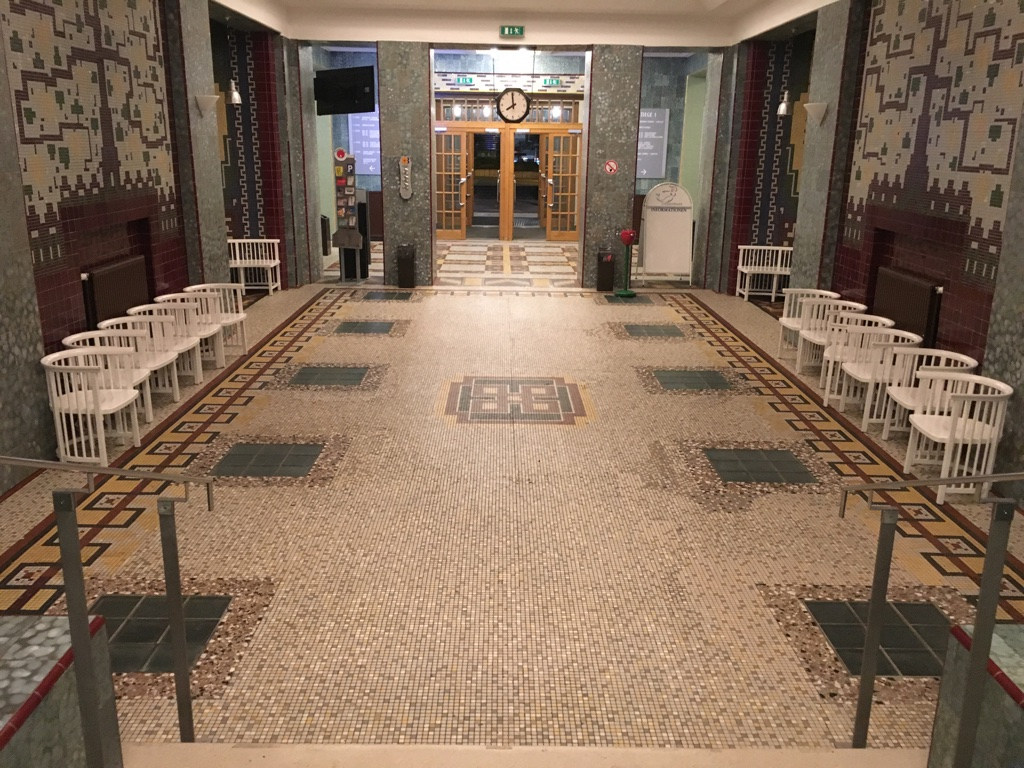
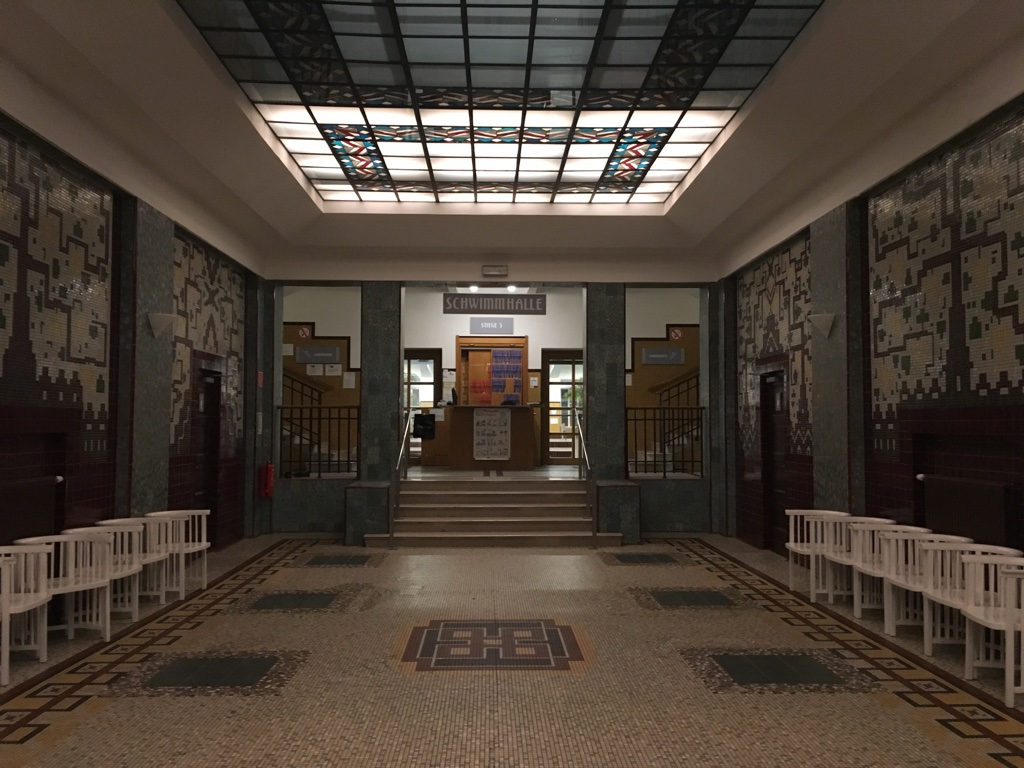